# Терънс Уилкът
Терънс Уейд Уилкът (на английски: Terrence Wade Wilcutt) е полковник от USMC и астронавт на НАСА, участник в четири космически полета.

## Образование
Терънс Уилкът е завършил колежа Southern High School в Луисвил, Кентъки през 1967 г. Получава степен бакалавър по математика от Западния университет в Луисвил, Кентъки през 1974 г.

## Военна кариера
Терънс Уилкът започва военната си кариера през 1976 г. когато постъпва на служба в USMC. От 1978 г. става пилот на F-4Е Фантом ІІ. Зачислен е в бойна ескадрила 235 (VMFA-235) на USMC. Служи последователно в Япония, Корея и Филипините. През 1983 г. е изпратен в авиобазата Мирамар, Калифорния (по-известна като ТОП ГЪН Академи) за приучаване към новия изтребител F-18 Хорнет. След завършване на курса, Уилкът е зачислен в бойна ескадрила 125 (VFA-125) като инструктор на новия самолет. През 1986 г. завършва школа за тест пилоти в Мериленд. В кариерата си има 6600 полетни часа на 30 различни типа самолети.

## Служба в НАСА
Терънс Уилкът е избран за астронавт от НАСА на 13 януари 1990 г., Астронавтска група №13. Той е ветеран от четири космически полета.

### Полети
| Космически полети на Терънс Уейд Уилкът                    | Космически полети на Терънс Уейд Уилкът | Космически полети на Терънс Уейд Уилкът | Космически полети на Терънс Уейд Уилкът | Космически полети на Терънс Уейд Уилкът | Космически полети на Терънс Уейд Уилкът | Космически полети на Терънс Уейд Уилкът |
| №                                                          | Дата                                    | КК                                      | Емблема на мисията                      | Функции                                 | Продължителност                         |                                         |
| ---------------------------------------------------------- | --------------------------------------- | --------------------------------------- | --------------------------------------- | --------------------------------------- | --------------------------------------- | --------------------------------------- |
| 1                                                          | 30 септември 1994                       | „Индевър“, мисия STS-68                 |                                         | Пилот                                   | 11 денонощия 05 часа 46 мин. 08 сек.    |                                         |
| 2                                                          | 16 септември 1996                       | „Атлантис“, мисия STS-79                |                                         | Пилот                                   | 10 денонощия 03 часа 19 мин. 28 сек.    |                                         |
| 3                                                          | 22 януари 1998                          | „Индевър“, мисия STS-89                 |                                         | Командир                                | 8 денонощия 19 часа 48 мин. 04 сек.     |                                         |
| 4                                                          | 8 септември 2000                        | „Атлантис“, мисия STS-106               |                                         | Командир                                | 11 денонощия 19 часа 12 мин. 15 сек.    |                                         |
| Сумарно време в космоса – 42 дни 00 часа 05 минути 45 сек. |                                         |                                         |                                         |                                         |                                         |                                         |

### Административна дейност
Терънс Уилкът е директор на отдел „Сигурност и безопасност на полетите“ в Космическия център Линдън Джонсън, Хюстън, Тексас.

## Награди
| ЛЕНТА | МЕДАЛ                                       | ПРИСВОЯВАНЕ                |
|       | Летателен кръст за заслуги                  | 1998 г.                    |
|       | Медал за отлична служба                     | 1995 г.                    |
|       | Медал за похвална служба                    | 1997 г.                    |
|       | Медал за похвала на USMC                    | 1990 г.                    |
|       | Медал за военноморска служба                | 1983 г.                    |
|       | Медал на НАСА за изключителни заслуги       | 1998 г.                    |
|       | Медал на НАСА за изключително лидерство     | 2000 г.                    |
|       | Медал на НАСА за отлична служба             | 2001 г.                    |
|       | Медал на НАСА за участие в космически полет | 1994, 1996, 1998 и 2000 г. |